# Eric Young
Jeremy Fritz (Florence, 15 de dezembro de 1979) é um lutador profissional canadense, mais conhecido pelo seu nome no ringue Eric Young, que atualmente trabalha para a Total Nonstop Action Wrestling. Young também é conhecido pelo seu trabalho na WWE, no território de desenvolvimento NXT, onde foi uma vez campeão de duplas do NXT, junto com Alexander Wolfe.
Fritz é mais conhecido pelo seu trabalho na Total Nonstop Action Wrestling (TNA), empresa onde ficou 12 anos. Na TNA, ele foi por uma vez campeão mundial dos pesos-pesados e campeão da X Division, duas vezes campeão das Lendas/Global /Televisivo e cinco vezes campeão mundial de duplas, tendo vencido o NWA World Tag Team Championship duas vezes com Bobby Roode, o TNA World Tag Team Championship duas vezes, tendo como parceiros Kaz da primeira vez e como parte da The Band com Kevin Nash e Scott Hall da segunda, e o único homem a segurar o TNA Knockouts Tag Team Championship, conquistando o título com ODB.

## Na luta profissional
- Movimentos de finalização

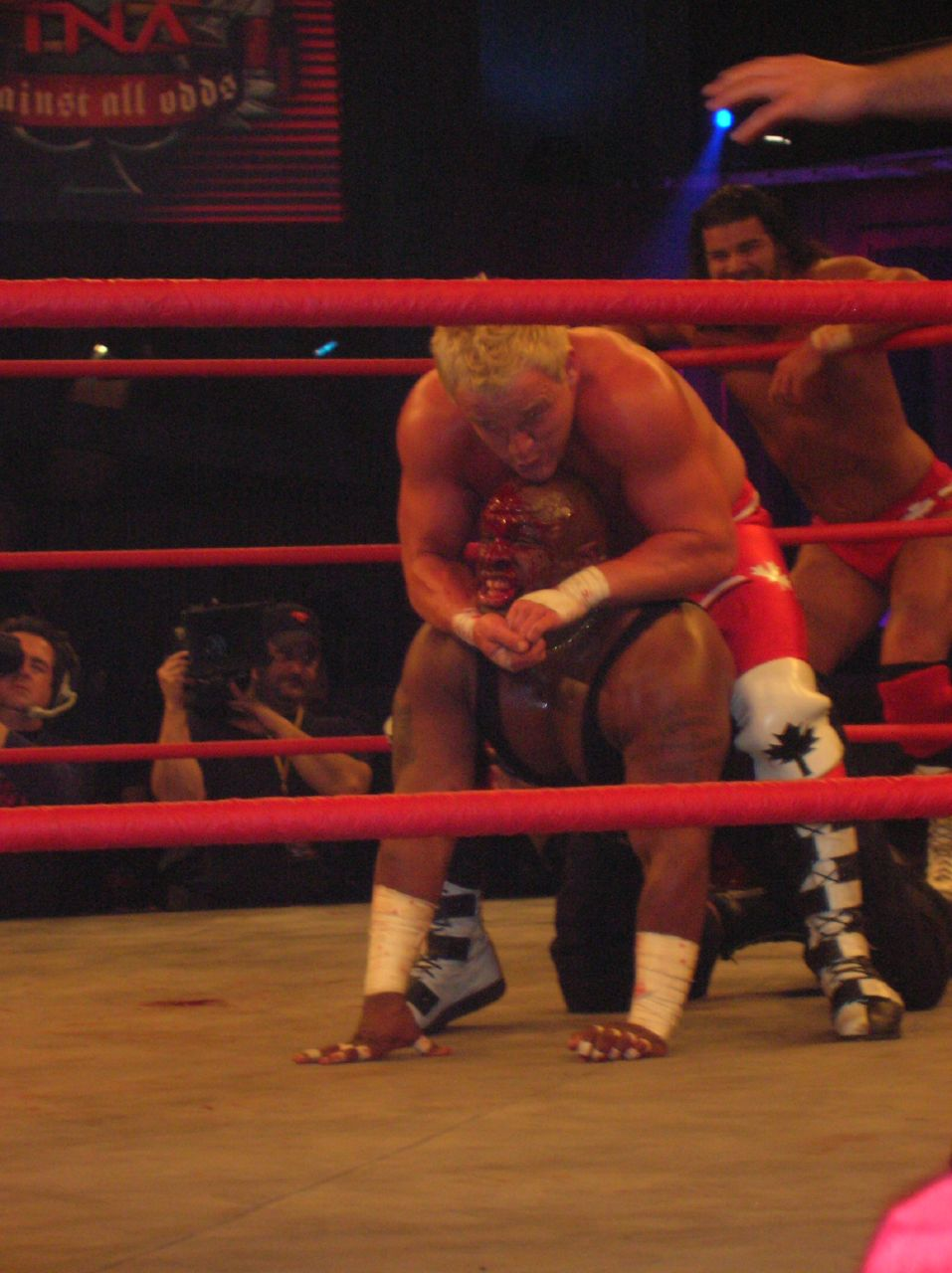
Young aplicando um camel clutch em Brother Devon.

  - Bridging Northern Lights suplex[5] – 2008
  - Death Valley driver[1][6] – 2008–2009
  - Showstopper[1] (Bridging wheelbarrow suplex) – 2003–2004
  - Spike piledriver[7] – 2009–presente
  - Edge Of Sanity (Wheelbarrow levantando e caindo em um elevated neckbreaker)[1] – 2003–presente
- Movimentos secundários
  - Handstand em um canto transferido para um Frankensteiner[8]
  - Diving elbow drop[1]
  - Diving leg drop[9]
  - Moonsault[10]
  - Pendulum backbreaker[1]
  - Superkick[1]
- Gerentes
  - Scott D'Amore[1]
  - Melina[11]
  - ODB[12]
- Alcunhas
  - "Showtime"[1][2]
  - "The Director"[1]
  - "EY"[13]
- Temas de entrada
  - "Superhero" por Dale Oliver[14]
  - "Wolfpac Theme (Instrumental)" por Jimmy Hart (TNA; usado enquanto parte da The Band)
  - "T.N.T." por AC/DC[15]
  - "Vintage" por Dale Oliver[16]
  - "Controlled Chaos" por CFO$ (2016 - presente)

## Campeonatos e prêmios
- Allied Powers Wrestling Federation

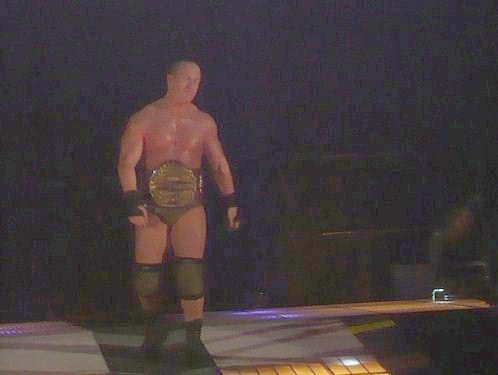
Young como campeão televisivo da TNA.

  - APWF Cruiserweight Championship (1 vez)[17]
- Family Wrestling Entertainment
  - FWE Heavyweight Championship (1 vez)[11]
- Memphis Wrestling
  - Memphis Southern Tag Team Championship (1 vez) – com Johnny Devine[1]
- Pro Wrestling Illustrated
  - PWI classificou-o em #19 dos 500 melhores lutadores individuais na PWI 500 em 2014[18]
- Total Nonstop Action Wrestling
  - TNA/Impact World Heavyweight Championship (2 vezes)
  - TNA X Division Championship (1 vez)[1]
  - TNA Legends/Global/Television Championship (2 vezes)[17]
  - TNA World Beer Drinking Championship (1 vez)2[1]
  - NWA World Tag Team Championship (2 vezes) – com Bobby Roode[1][17]
  - TNA World Tag Team Championship (2 vezes) – com Kaz (1) and Kevin Nash e Scott Hall (1)1[1][19][20]
  - TNA Knockouts Tag Team Championship (1 vez) – com ODB[21]
  - TNA Turkey Bowl (2011, 2012)[22]
  - Quarto vencedor do Grand Slam da TNA
  - Sétimo vencedor da Tríplice Coroa da TNA
  - Mais inspirador (2006)[23]
- Outros títulos
  - ACW Heavyweight Championship (1 vez)[1]
  - FSPW Independent Championship (2 vezes)[1]
  - IWF Heavyweight Championship (1 vez)[1]
  - NSP Independent Championship (1 vez)[1]
  - XWC World Heavyweight Championship (1 vez)[1]
- Wrestling Observer Newsletter
  - Pior luta do ano (2006) TNA Reverse Battle Royal no TNA Impact![24]
- WWE NXT
  - NXT Tag Team Championship (1 vez) - com Alexander Wolfe

1defendeu o campeonato com Hall ou Nash sob a Regra Freebird.

2Campeonato não reconhecido oficialmente pela TNA..